# Doğanay Kılıç
Doğanay Kılıç (* 8. Juni 1996 in Samsun) ist ein türkischer Fußballspieler.

## Karriere

### Verein
Kılıç begann 2007 für die Nachwuchsabteilung vom 1930 Bafraspor zu spielen. Drei Jahre später wechselte er in den Nachwuchs von Bursaspor. Im Frühjahr 2013 erhielt er bei diesem Verein einen Profivertrag, spielte aber weitestgehend weiterhin für die Reservemannschaft des Vereins.
Zur Rückrunde der Saison 2015/16 wurde er an den Ligarivalen Gaziantepspor abgegeben. Nachdem dieser Verein im Sommer 2017 den Klassenerhalt der Süper Lig verfehlt hatte, wechselte Kılıç zusammen mit seinem Teamkollegen Nabil Ghilas zum neuen Erstligisten Göztepe Izmir. Für die Saison 2018/19 wurde er an den Zweitligisten Adanaspor und für die Saison 2019/20 an den Drittligisten Kastamonuspor 1966 ausgeliehen.

### Nationalmannschaft
Kılıç startete seine Nationalmannschaftskarriere 2008 mit einem Einsatz für die türkische U-18-Nationalmannschaft und spielte ab 2014 auch für die türkische U-19-Nationalmannschaft. 2017 absolvierte er fünf Partien für die türkische U-21-Nationalmannschaft.